# Sanyuan (Xianyang)
Sanyuan (en chino, 三原; pinyin, Sānyuán) es un condado  bajo la administración directa de la Prefectura Xianyang en la Provincia de Shaanxi, República Popular China. Su área es de 576 km² y su población total para 2010 superó los 400 mil habitantes.

## Administración
Desde julio de 2020, el  Condado Sanyuan se divide en 10 pueblos que se administran en 1 subdistrito y 9  poblados.

## Toponimia
Sanyuan significa 'las tres Yuan'. Según las Crónicas de los condados de Yuanhe (元和郡县图志) dice; "Debido a que en el oeste de su territorio se encuentra Meng Hou Yuan, al sur está Feng Yuan, y al norte está Bai Lu Yuan, por lo tanto, recibe ese nombre."